# Río Salado (Juncalito)
El río Salado, también conocido como río Negro, es un curso natural de agua que nace en el portezuelo de Piedra Parada en la cordillera de los Andes y fluye hacia el oeste hasta desembocar en el río Juncalito.
No debe ser confundido con el río Salado (San Pedro de Atacama) ni con el río Salado (Chañaral) y tampoco con el río Salado (Loa).

## Trayecto
El río Salado nace en el portezuelo de Piedra Parada y fluye con dirección general oeste y desemboca en el río Juncalito.

## Caudal y régimen
Su caudal es de 150 l/s y sus aguas son salobres.: 245 

## Historia
Luis Risopatrón lo describe en su Diccionario jeográfico de Chile (1924) sobre el río:: 449 
Salado (Rio). Lleva aguas cargadas de sal, las que exhalan olor a ácido sulfhídrico, en su parte superior i afluye del E al rio Juncalito, entre riberas en las que no crece ni planta ni yerba; un sendero remonta el cajón hasta las vegas de Ei Ojo del Salario, sube una empinada cuesta i sigue después una planicie al pié de los cerros de Piedra Parada. 117, p. 102, 105 i 129; 134; i 156; i estero de Agua Negra en 93, p. xxix.

## Población, economía y ecología
En su trayecto se encuentra las Termas del Juncal